# Cao Zhenxiu
Cao Zhenxiu, född 1762, död okänt år, var en kinesisk kalligraf. Hon gifte sig 1782 med ämbetsmannen Wang Qisun. Paret levde länge i huvudstaden. Även maken var känd för sin kalligrafi, och det blev normalt för de som beställde hans kalligrafi att också göra en beställning på hennes. Hon ansågs vara den bästa kvinnliga kalligrafen i Kina under sin samtid. 